# Бронібур
Бронібур (пол. Bronibór) — село в Польщі, у гміні Щитники Каліського повіту Великопольського воєводства.
У 1975-1998 роках село належало до Каліського воєводства.